# خاگار

خاگار دو میخ و روش رسم بیضی با آن، از کهنترین بیضی نگارها. یک تکه نخ چنبر پیرامون دو میخ و یک قلم و چرخاندن پرگاروار و همزمان برونسوی قلم جوری که نخ کاملاً به دور قلم و میخ‌های تکیه گاه که نقش کانون‌های بیضی را دارند کشیده باشد و شل و آویزان نگردد

خاگار یا بیضی‌نگار ابزاری برای کشیدن بیضی است. کهن‌ترین خاگار خاگار ارشمیدس است که از دوره باستان برای همین منظور به کار برده می‌شده است. خاگار کهن دیگری که همواره به ویژه در معماری سنتی ایرانی استفاده می‌شده بیضی نگار دو میخه است که با یک تکه نخ چنبر (نخ حلقه شده) که دور دو میخ ثابت از یک سو و قلم از سوی دیگر قرار داده می‌شد و سپس حرکت پرگاروار قلم پیرامون دو میخ که نقش کانون‌های بیضی را داشتند. بیضی مورد نظر را پیاده می‌کرد. خاگار دو میخه هنوز هم ساده‌ترین روش و ابزار برای کشیدن بیضی است. خاگار در دوره‌های بعد نوآوری‌های تازه تری را به خود دیده است که کار را برای کشیدن بیضی با کانون‌های دلخواه آسان‌تر کرده است ولی همچنان ساختار پایه آن دگرگونی چندانی با خاگارهای کهن مانند نمونه ارشمیدس و دو میخ پیدا نکرده است.

## واژه شناسی
خاگار از دو بخش ،،خاگ،، به معنی تخم مرغ یا همان بیض تازی (بیضی=بیض+ی) و ،،گار،، از ریشه‌ی اوستایی به معنی گشتن و یا کشیدن برآمده است.(قابل مقایسه با واژه‌ی پرگار برآمده از "پر" (پئیری اوستایی)به معنی پیرامون و "گار".   یا همانند واژه‌ی  خاویار به معنی خاگ‌آور).

خاگار ارشمیدس، از کهن‌ترین ابزارها برای رسم بیضی

## کاربرد خاگار درمعماری ایرانی
اهمیت خاگار در معماری ایرانی به اهمیت بیضی در آن برمی‌گردد. باید گفت که در معماری ایرانی اساس رسم چَفدها در طاق و گنبد همواره بیضی بوده است؛ گو در معماری، بیضی تا دایره همیشه از اهمیت بیشتر و کاربرد فراوانتری بهره‌مند بوده است. مهرازان (معماران) از گذشته‌های دور در یک فرایندی که هم آزمون و خطا بوده و هم گهگاه با شهوداتی همراه می‌شده پی برده بودند که دایره کمترین توانایی باربری و پایداری را تا بیضی داراست. برای همین پایه رسم در همه چَفدهایی که در تاق و گنبد رواج داشته بیضی بوده است. هرچند در رسم برخی چفدها از پرگار نیز همزمان می‌شد بهره گرفت ولی به هر روی آن چفد از نوع بیضی رسم شده اش ناتوانتر بوده است. خاگار ابزاری بوده که این نیاز به رسم بیضی را به بهترین و آسانترین شکلی برطرف می‌کرده است. 
خاگار دومیخه که ابزار رایج رسم بیضی در معماری بوده است این برتری را نسبت به نمونه ارشمیدسی داشته است که در رسم بیضی‌ها بویژه در جاهایی که عملاً از خاگار ارشمیدسی کاری برنمی‌آمده کارایی آسان و مؤثری داشته است. برای نمونه رسم چفد بر روی دیوار اِسپر در طاق آهنگ که رازیگر (بنا) بی آنکه نیازی باشد ابتدا چفد را روی کاغذ بکشد و سپس آنرا روی دیوار پیاده کند که گاه به خاطر ضریب خطایی که داشت استفاده از تویزه را ناگزیر می‌ساخت تنها با کوبیدن دو میخ روی دیوار و چنبر یک تکه نخ و یک تکه زغال روی همان دیوار چفد را رسم و بیدرنگ تاق را پیاده می‌کرد. این آسانی در کاربرد و کارایی بالا در اجرا خاگار دومیخه را از دیرباز در صدر ابزارهای معماری برای رسم چفد نشانده است.